# ブルーム (競走馬)
ブルーム（Broome、2016年2月8日 - ）はアイルランドの競走馬。
クールモアグループと株式会社キーファーズ代表取締役社長である松島正昭との共同所有馬である。クールモアはグループ総帥のジョン・マグナーの妻であるスーザン・マグナー、ブックメーカー「アーサープリンス」元オーナーのマイケル・テイバー、同じくブックメーカー「ラドブロークス」トレーディングディレクターのデリック・スミスによる共同所有の形を取っており、報道上では「クールモアとキーファーズの共同所有」とされるが正式な馬主の名義は「Derrick Smith, Mrs John Magnier, Michael Tabor & Masaaki Matsushima」の4者となる。
主な勝ち鞍は2021年のサンクルー大賞、アレッジドステークス、ムーアズブリッジステークス、2019年のバリーサックスステークス、愛ダービートライアルステークス、2022年のハードウィックステークス、2023年のドバイゴールドカップ。

## 戦績

### 2歳（2018年）
クールモアに購買され、エイダン・オブライエン厩舎からデビュー。8月のゴールウェイ競馬場での未勝利戦で勝利し、2戦目で勝ち上がる。その後はレパーズタウン競馬場のチャンピオンズジュベナイルステークス2着、パリロンシャン競馬場のジャン・リュック・ラガルデール賞2着など、惜しいレースを続け2歳シーズンを終える。

### 3歳（2019年）
始動戦となったバリーサックスステークスはライアン・ムーアを背に、これまでのマイル戦から10ハロンへの距離延長で僚馬ソヴリンに8馬身差をつける大楽勝。続くアイリッシュダービートライアルステークスでは道中手を抜く仕草を見せながらも、ドナカ・オブライエンが促すとたちまち反応し、2着のブレナムパレス、3着のソヴリンの僚馬2頭を従え快勝する。
この勝利でダービーステークスではクールモアの主戦であるムーアが騎乗する同じオブライエン厩舎のサードラゴネットに次ぐ2番人気に推されたが、これも同厩のアンソニーヴァンダイクが勝利、ブルームはサードラゴネット、ジャパン、マドムーンとの接戦の末に4着に敗れた。更にアイリッシュダービーではスタートで出遅れてラビットと目されていたソヴリンに大逃げ勝ちを許し、6着に終わった。
その後、松島が共同所有者となったこともあり武豊を鞍上に凱旋門賞へ向かう予定だったが、体調が整わず回避、結果的に秋は全休となった。

### 4歳（2020年）
明け4歳となった2020年はコロネーションカップでアンソニーヴァンダイクとともに始動したが、ガイヤースの前に4着に敗れた。秋に長距離G2ブリティッシュ・チャンピオンズ・ロングディスタンスカップに挑むも、13着と惨敗した。

### 5歳（2021年）
始動戦のリステッド競走のデヴォイステークスを勝利。続くアレッジドステークスも勝利で2連勝とした。
さらにムーアズブリッジステークスで前年のメルボルンカップ勝ち馬トワイライトペイメントを2馬身差で下して3連勝でG2初制覇。その勢いで挑んだ愛G1タタソールズゴールドカップでは、早めに先頭に立って押し切りを図るも、ヘルヴィックドリームとの叩き合いになり最後で競り負けて2着に敗れた。続くハードウィックステークスはワンダフルトゥナイトをマークするも捉え切れず連敗した。
仏G1サンクルー大賞では外枠から果敢にハナを切りそのまま後続を引き連れて直線に向かい、最後は3番手から迫ってきたエベイラに1馬身差をつけ快勝。悲願のG1初制覇を果たした。
その後はキングジョージ6世&クイーンエリザベスステークスに出走。ゲートに失敗し気合にを付けてハナに立つも5頭立ての4着に敗れた。
秋の始動戦フォワ賞はディープボンドの2着。凱旋門賞は鞍上武豊で果敢に逃げるも11着に敗れた。
その後、アメリカ遠征を行いブリーダーズカップターフに参戦し、9番人気で出走。中団の後ろから先に抜け出して粘り込みを図るもユビアーの末脚に屈して惜しくも2着に敗れた。さらに日本に遠征してジャパンカップに出走するも11着。香港ヴァーズ参戦の予定もあったが他馬に蹴られて骨折したため休養に入った。

### 6歳（2022年）
故障明け初戦はタタソールズゴールドカップで始動して5着。続くハードウィックステークスでは大外枠からゲートを決め、他馬が内に寄せるなか横目に離れて坂を下り、コース最低地点のスウィンリーボトムが近づくと内に切り込みながらハナに行き、リードを保ちながら単騎で逃げて最後は2着に3馬身1/4差で鮮やかに逃げ切った。
その後、キングジョージ6世&クイーンエリザベスステークスは5番人気4着、ソードダンサーステークスでは1番人気4着、アイリッシュチャンピオンステークス6番人気7着、凱旋門賞20番人気8着となった後、11月のブリーダーズカップ・ターフは6着に終わる。武豊とのコンビで挑んだ暮れの香港ヴァーズは後方追走から向正面で早目に仕掛けるも直線で伸びきれず8着に沈んだ。

### 7歳（2023年）
2月18日に行われたアミールトロフィー（L）で5着ののち、3月25日のG2ドバイゴールドカップでは中団で脚を溜め、直線で鋭く脚を伸ばすと先に抜け出したシスカニーとの競り合いをクビ差で制し、久々の勝利を収めた。その後、5月19日のG2ヨークシャーカップでは1番人気に推されたが3着に敗退。6月22日のゴールドカップは10着、8月1日のグッドウッドカップは7着、8月25日のG2ロンズデールカップでは5着と精彩を欠いた。9月のドンカスターカップでは逃げ粘って3着と好走するも、10月のG2ブリティッシュ・チャンピオンズ・ロングディスタンスカップは6着に沈んだ。3年連続の参戦となった11月4日のブリーダーズカップ・ターフで11着と殿負けを喫したのを最後に現役を引退。引退後はトルコで種牡馬入りする。

## 血統表
| ブルームの血統         | ブルームの血統              | ブルームの血統       | （血統表の出典）     | （血統表の出典） |
| 父系                   | サドラーズウェルズ系        | サドラーズウェルズ系 | サドラーズウェルズ系 |                  |
| 父 Australia 2011 栗毛 | 父の父Galileo 1998 鹿毛     | Sadler's Wells       | Northern Dancer      | Northern Dancer  |
| 父 Australia 2011 栗毛 | 父の父Galileo 1998 鹿毛     | Sadler's Wells       | Fairy Bridge         |                  |
| 父 Australia 2011 栗毛 | 父の父Galileo 1998 鹿毛     | Urban Sea            | Miswaki              | Miswaki          |
| 父 Australia 2011 栗毛 | 父の父Galileo 1998 鹿毛     | Urban Sea            | Allegretta           |                  |
| 父 Australia 2011 栗毛 | 父の母Ouija Board 2001 鹿毛 | Cape Cross           | Green Desert         | Green Desert     |
| 父 Australia 2011 栗毛 | 父の母Ouija Board 2001 鹿毛 | Cape Cross           | Park Appeal          |                  |
| 父 Australia 2011 栗毛 | 父の母Ouija Board 2001 鹿毛 | Selection Board      | Welsh Pageant        | Welsh Pageant    |
| 父 Australia 2011 栗毛 | 父の母Ouija Board 2001 鹿毛 | Selection Board      | Ouija                |                  |
| 母 Sweepstake          | 母の父Acclamation           | Royal Applause       | *ワージブ            | *ワージブ        |
| 母 Sweepstake          | 母の父Acclamation           | Royal Applause       | Flying Melody        |                  |
| 母 Sweepstake          | 母の父Acclamation           | Princess Athena      | Ahonoora             | Ahonoora         |
| 母 Sweepstake          | 母の父Acclamation           | Princess Athena      | Shopping Wise        |                  |
| 母 Sweepstake          | 母の母Dust Flicker          | Suave Dancer         | Green Dancer         | Green Dancer     |
| 母 Sweepstake          | 母の母Dust Flicker          | Suave Dancer         | Suavite              |                  |
| 母 Sweepstake          | 母の母Dust Flicker          | Galaxie Dust         | Blushing Groom       | Blushing Groom   |
| 母 Sweepstake          | 母の母Dust Flicker          | Galaxie Dust         | High Galaxie         |                  |
| 母系(F-No.)            | Mustard系(FN:1-c )          | Mustard系(FN:1-c )   | Mustard系(FN:1-c )   |                  |
| 5代内の近親交配        | Ahonoora 5×4                | Ahonoora 5×4         | Ahonoora 5×4         |                  |

- 全弟にグループ競走を5勝したポイントロンズデール、半弟に2025年のジャック・ル・マロワ賞を制したディエゴヴェラスケスがいる[25]。